# Neisseria subflava
Neisseria subflava – gatunek Gram-ujemnej bakterii zasiedlający ludzką jamę ustną. Bakteria ta tworzy dwoinki lub rzadziej tetrady. Jej kolonie są żółtawe oraz nie wykazują aktywności hemolitycznej na agarze z krwią. Gatunek ten zdolny jest do redukcji azotynów, ale nie azotanów. Ponadto, N. subflava fermentuje glukozę i maltozę (niektóre szczepy także fruktozę i sacharozę), ale nie laktozę ani mannozę. Gatunek ten często jest rozszerzany o taksony Neisseria flava oraz N. perflava, które w zależności od publikacji, opisywane są albo jako biotypy N. subflava, albo jako oddzielne gatunki. Zostały opisane przypadki wolno żyjących izolatów N. subflava wykrytych w kurzu, co jest rzadko spotykane wśród przedstawicieli rodzaju Neisseria zasiedlających zazwyczaj zwierzęce błony śluzowe. N. subflava może sporadycznie wywoływać stany patologiczne takie jak zapalenie opon mózgowo-rdzeniowych czy zapalenie wsierdzia. 